# Apóstoles del Sagrado Corazón
El Instituto Secular Apóstoles del Sagrado Corazón (oficialmente en italiano: Istituto secolare Apostole del Sacro Cuore) es un instituto secular de mujeres, de la Iglesia católica, de derecho pontificio, fundado por el sacerdote jesuita Ernesto Busnelli, en 1919, en Milán. A las miembros de este instituto se les conoce como apóstoles del Sagrado Corazón.

## Historia
El sacerdote jesuita italiano Ernesto Busnelli, inició en Milán, en 1919, una especie de asociación de mujeres, que sin abandonar la vida secular, profesaban los consejos evangélicos. Las primeras profesiones fueron realizadas en 1924. El instituto sufrió la problemática de todos los institutos seculares que aún no encontraban una forma jurídica en el seno de la Iglesia católica, por ello, la primera aprobación (1936), contra la voluntad del fundador, fue como Pía Asociación, es decir, como un grupo de laicos. Superadas las dificultades, la asociación recibió la aprobación como instituto secular de derecho diocesano, el 17 de abril de 1950. Más tarde, el 24 de marzo de 1955, la Santa Sede dio la aprobación pontificia.

## Organización
El Instituto Apóstoles del Sagrado Corazón es un instituto secular de derecho pontificio, dividido en provincias, bajo el gobierno de una presidente general. Las apóstoles del Sagrado Corazón viven como consagradas desde la secularidad, en medio de sus familias, trabajos civiles y pastorales particulares. Todos proveen a su propio sustento. Fin específico del instituto es la ayuda a las vocaciones sacerdotales, religiosas, misioneras y seculares, en todos los modos indicados por sus constituciones y por la Iglesia. Su espiritualidad se fundamenta en la devoción del Sagrado Corazón de Jesús, a quien tienen como símbolo y síntesis de la Redención. Aparte de los tres consejos evangélicos, comunes a los institutos de vida consagrada, las apóstoles del Sagrado Corazón hacen una promesa de fidelidad al Papa.
Las apóstoles tienen como lema «amor sin límites», son poco más de quinientas y están presentes en Argentina, Bolivia, Brasil, Italia, Perú y Venezuela.